# Liangsan
Liangsan är en ort i Kina. Den ligger i provinsen Hunan, i den södra delen av landet, omkring 410 kilometer väster om provinshuvudstaden Changsha. Antalet invånare är 820.
Runt Liangsan är det ganska tätbefolkat, med 155 invånare per kvadratkilometer. Närmaste större samhälle är Gongxi, 19,9 km öster om Liangsan. I omgivningarna runt Liangsan växer i huvudsak blandskog.
Genomsnittlig årsnederbörd är 1 671 millimeter. Den regnigaste månaden är maj, med i genomsnitt 276 mm nederbörd, och den torraste är december, med 46 mm nederbörd.